# Capuai Hercegség
A Capuai Hercegség egy középkori longobárd államalakulat volt a mai Dél-Olaszország területén.

## Kezdetei
Az ősi Capua a Római Birodalom egyik legjelentősebb városa volt, melyet a birodalom bukása után a longobárdok hódítottak meg. Első longobárd uralkodója Öreg Landulf volt, aki Sicardus, beneventói herceg halála után szerezte meg a várost és környező településeit. 841-ben a szaracénok teljesen elpusztították. Landulf és fia I. Lando a régi város melletti Triflisco dombon új várost alapítottak, napjaink Capuáját.
862-ben Pando herceg kikiáltotta a Capuai Hercegség függetlenségét. Halála után azonban fia és a város püspöke, Landulf is igényt tartott a hercegi címre. Az örökösödési háborúból a püspök került ki győztesen és Athanasius néven Capua hercege lett. Halála után az örökösödési problémák ismét fellángoltak, ezúttal Pando, fia Pandenulf és III. Lando, Landulf unokája között. A hercegi címet 887-ben a nápolyiak segítségével azonban Atenulf (harmadik trónkövetelő) szerezte meg. Az új herceg legfőbb célkitűzései a dinasztia megszilárdítása az utólagos örökösödési háborúk elkerülése végett illetve Capua területi követeléseinek megvalósítása voltak.

## Egyesülés a Beneventói Hercegséggel
899-ben I. Atenulf legyőzte II. Radelchis seregeit is elfoglalta Beneventót. A Capuai és Beneventói Hercegségeket egy és oszthatatlannak nevezte ki és bevezette a társ-uralkodói címet, amely által apa és fia közösen uralkodtak. Szövetséget kötött a szomszédos városállamokkal (Gaeta, Nápoly) és elkezdte a szaracénok által elfoglalt területek visszahódítását, melynek csúcspontja a 915-ös gariglianói csata volt. Később a campaniai és pugliai bizánci területek meghódítására indított hadjáratokat változó sikerrel.
Fia II. Landulf megpróbálta meghódítani a Salernói Hercegséget, de nem járt sikerrel. Fiai felosztották egymás között a Capuai és Beneventói Hercegségeket és noha a két államalakulat törvényesen összetartozott, Capuában pandulf, míg Beneventóban III. Landulf ült a hercegi székben.
929-ben III. Landulf halála után Pandulf megszerezte Beneventót is, majd 978-ban elfoglalta a Salernói Hercegséget is. Halála előtt, 981-ben I. Ottó német-római császártól megkapta a Spoletói Hercegséget is.

## A hercegség 11. században
IV. Landulf uralkodása alatt a Capuai Hercegség véglegesen elszakadt a Beneventói Hercegségtől. A 990-es években politikai instabilitás jellemezte a hercegséget, miután III. Ottó német-római császár is beavatkozott belügyeibe. A régi dinasztia 1000-ben került vissza a hercegi székbe VII. Landulf által, aki fia II. Pandulf mellé a beneventói II. Pandulfot nevezte ki, így egy rövid ideig a két államalakulat ismét egyesült.
Ebben az időszakban a longobárd Capua legfőbb célja a tengerparti független városok (Gaeta, Nápoly stb.) meghódítása volt. A hercegség fénykorát IV. Pandulf uralkodása alatt érte el, aki 1050-ig uralkodott rövid megszakításokkal. Sikerült rövid ideig meghódítania a Nápolyi hercegséget is. Miután összetűzésbe került IV. Guaimarral, Salerno hercegével a Német-római Birodalom támogatásával ez utóbbi került ki győztesen. Pandulf utódainak uralkodása alatt a hercegség fokozatosan vesztett erejéből, míg a normannok el nem foglalták.

## Normann fennhatóság
1058-ban Aversai Richárd normann gróf elfoglalta Capuát, de a város igazgatását még négy évig VIII. Landulfra bízta. Richárd ezen győzelem által jelentős tiszteletet vívott ki magának a környék normann urai körében. Kezdeti jóviszonya a pápasággal uralkodásának végére jelentősen megromlott, ezért a pápa kiátkozta őt. Utódjának I. Jordánnak sikerült területeket elfoglalnia a pápai állam rovására.
Halála után a hercegség gyors hanyatlásnak indult. 1090 és 1098 között a lakosok Landot választották meg hercegnek, a törvényes örökös II. Richárddal ellenben. Ő később a normannok támogatásával került csak a trónra.
1127-ben, II. Jordán halála után a hercegség II. Roger figyelmébe került, akinek 20 év háborúskodás után 1155-ben sikerült legyőznie az utolsó herceget Robertet és meghódítani a hercegséget, melyet beolvasztott a Szicíliai Királyságba.

## Fordítás
- Ez a szócikk részben vagy egészben  a   Principality of Capua című angol Wikipédia-szócikk fordításán alapul.  Az eredeti cikk szerkesztőit annak laptörténete sorolja fel. Ez a jelzés csupán a megfogalmazás eredetét és a szerzői jogokat jelzi, nem szolgál a cikkben szereplő információk forrásmegjelöléseként.